# Танагрские статуэтки
Тана́грские статуэ́тки — наиболее распространённый тип древнегреческих терракотовых статуэток эпохи эллинизма, отражающих обыденную жизнь античного дома и быт семьи. Они дают представление об одежде, украшениях, обыденных занятиях, играх и танцах древнегреческих женщин. Название дано по одному из центров изготовления таких фигурок, городу Танагра в Беотии, где были найдены самые замечательные образцы.
Миниатюрные фигурки из глины делали во многих античных поселениях IV—II веков до н. э., в основном в качестве вотивных предметов. Их опускали в могилу вместе с умершим. Помимо заупокойного культа такие фигурки использовали для украшения дома и, возможно, в качестве детских игрушек. Они изображают обыденные сцены домашней жизни, главным образом гинекеев (женских половин дома) — матрон и молодых девушек, занятых хозяйством, шитьём или игрой с детьми. Отсюда второе название: коропластика (греч. κόρη — девушка и греч.  πλαστική — лепка).

## Технология производства
Танагрская коропластика интересна тем, что, в отличие от культовой монументальной скульптуры, изображающей богов и героев, представляет собой пример серийного производства изделий домашнего обихода. Оригинальную фигурку высотой около 10—12 см лепили из глины и обжигали в печи подобно другим керамическим изделиям. Такую модель называли патрицей (греч.  πατρις — отцовская, основная). С модели снимали гипсовую или глиняную форму (матрицу). Обожжённую керамическую форму называли «типос» (греч.  τυπος — отпечаток, образец) или «калоподион» (греч.  καλοποδιον — нога, подножие, колодка сапожника). Далее форму заполняли глиной способом «отминки» и, повторяя операцию многократно, тиражировали изделия. Их сушили, обжигали и расписывали белой, розовой, голубой красками, иногда с частичной позолотой. Глазури не применяли, поверхность статуэток оставалась матовой.

## История открытия
Впервые подобные скульптурки обнаружили греческие крестьяне в окрестностях Танагры в 1870 году. Археолог-любитель Г. Анифантис, узнав о находках, поспешил в Танагру и ему удалось раскопать часть некрополя, относящегося к IV в. до н. э. В 1878 году танагрскую коропластику демонстрировали в Париже на Всемирной выставке в Трокадеро и эти произведения вызвали всеобщее восхищение. Некрополь в Беотии быстро разграбили, а антикварный рынок в последующие годы наводнили подделки.
Реалистичное выполнение фигурок привлекло к этим неизвестным ранее произведениям античного искусства внимание не только археологов, но и художников-академистов. Например, Жан-Леон Жером создал ряд полихромных бронзовых статуэток в подражание «парижанкам античности». 
Во время «танагрского бума» 1870-х и 1880-х гг. русский посол в Греции П. А. Сабуров собрал значительную коллекцию подлинных танагрских фигурок. Перед тем, как продать свою коллекцию Эрмитажу, он писал государственному секретарю и выдающемуся историку А. А. Половцову:

Мой дорогой друг… так как я сумел освободиться от части коллекции (мраморы и вазы), мне остается самая ценная часть (терракоты), о которой я договариваюсь с музеями в Лондоне и Берлине с условием отдать предпочтение Эрмитажу. Ни один музей не имеет подобной коллекции.
В 1844 году при содействии А. А. Половцова уникальную коллекцию Сабурова приобрёл Императорский Эрмитаж в Санкт-Петербурге. Собрания танагрской скульптуры имеются также в парижском Лувре, в Британском музее в Лондоне, в Афинах, в самой Танагре и в московском Музее изобразительных искусств им. А. С. Пушкина.
До обнаружения танагрских терракот представление об облике эллинов составляли по мраморным статуям героев и богов. Статуэтки впервые приоткрыли частную жизнь древних эллинов, приблизив их к современности. Характерно впечатление русского художника Валентина Серова после посещения выставки сабуровской коллекции в Эрмитаже:

Давно не получал такого красивого, живого настроения, какое дали мне маленькие греческие фигурки, почти игрушки, но за эти игрушки, пожалуй, можно отдать добрую половину римской холодной скульптуры.
Именно Серов придумал термин «танагрянка», в котором заключено всё изящество подобных изделий — «синоним хрупкой красоты, женственности, пластичности».

Примеры коропластики
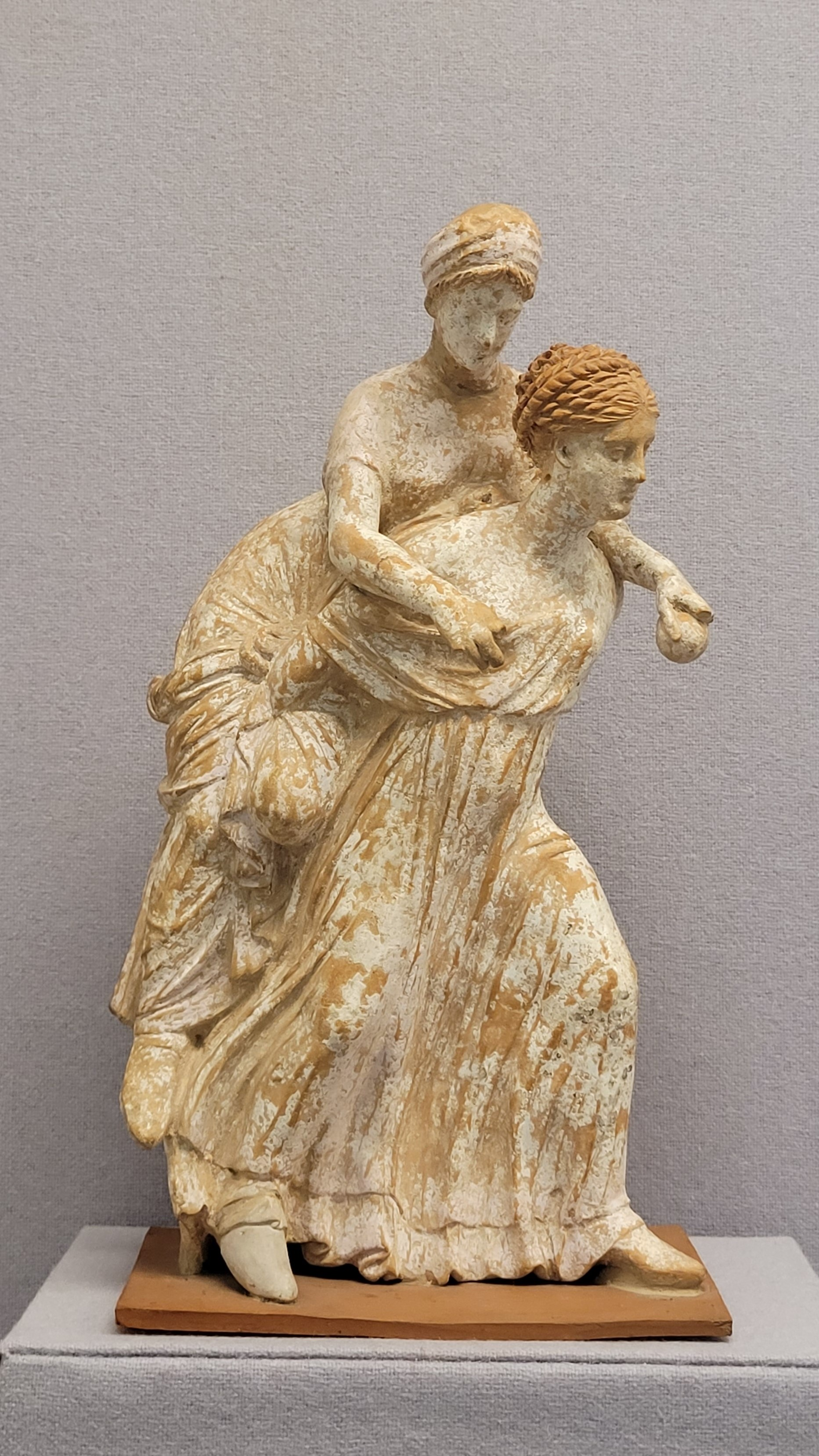
«Две девушки», конец IV — начало III в. до н. э., Государственный Эрмитаж
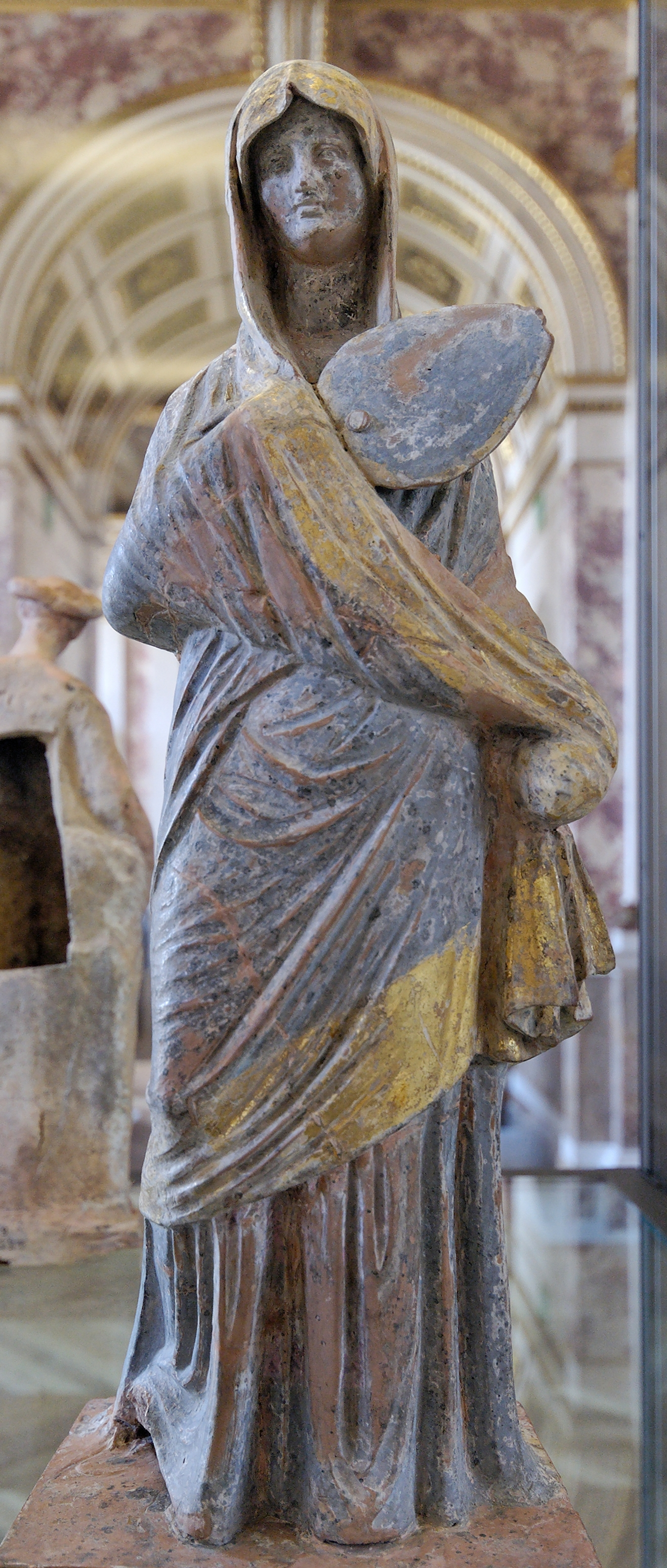
«Дама в голубом». Ок. 300 г. до н. э. Лувр, Париж
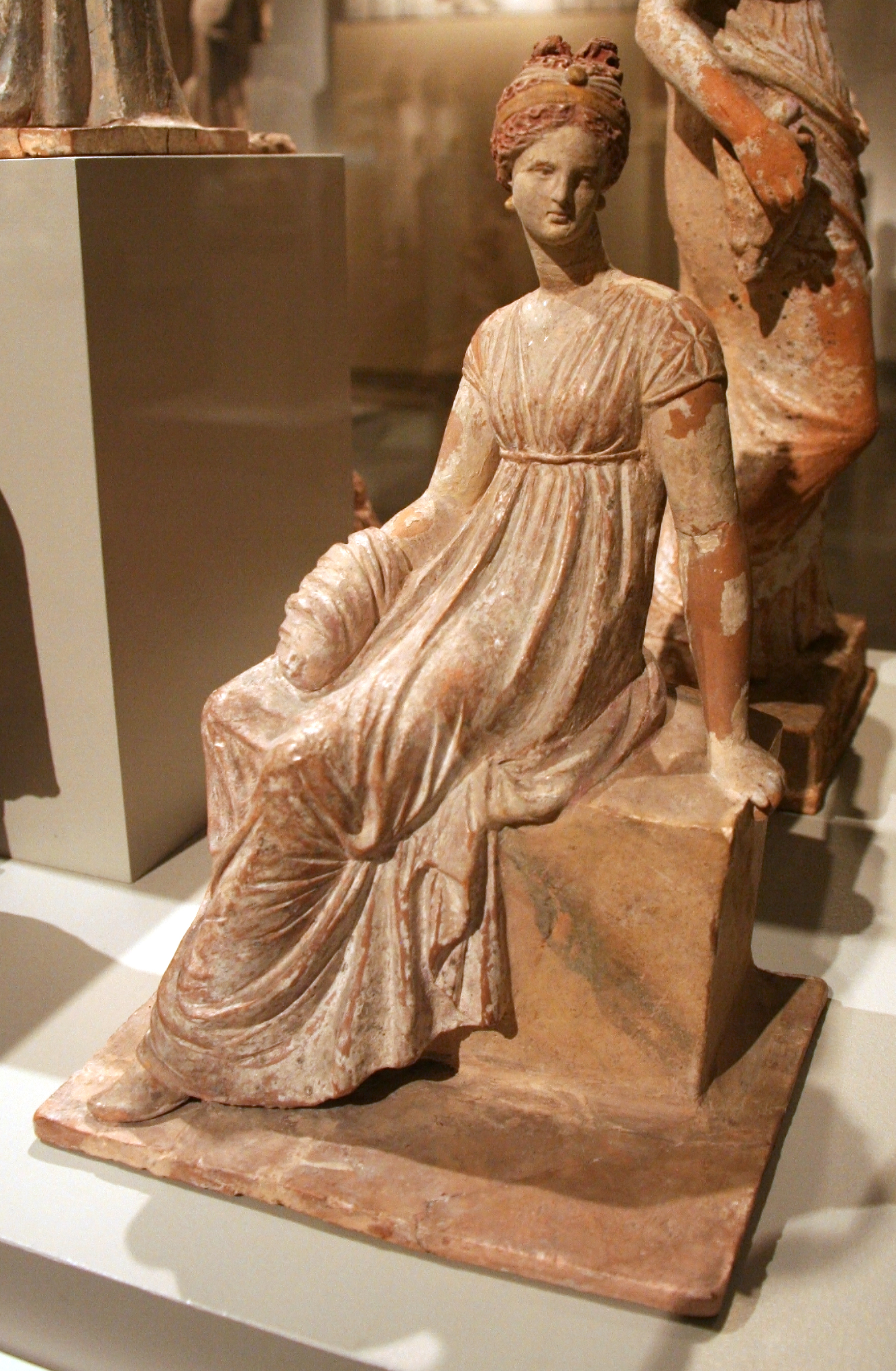
«Сидящая женщина». Старый музей, Берлин
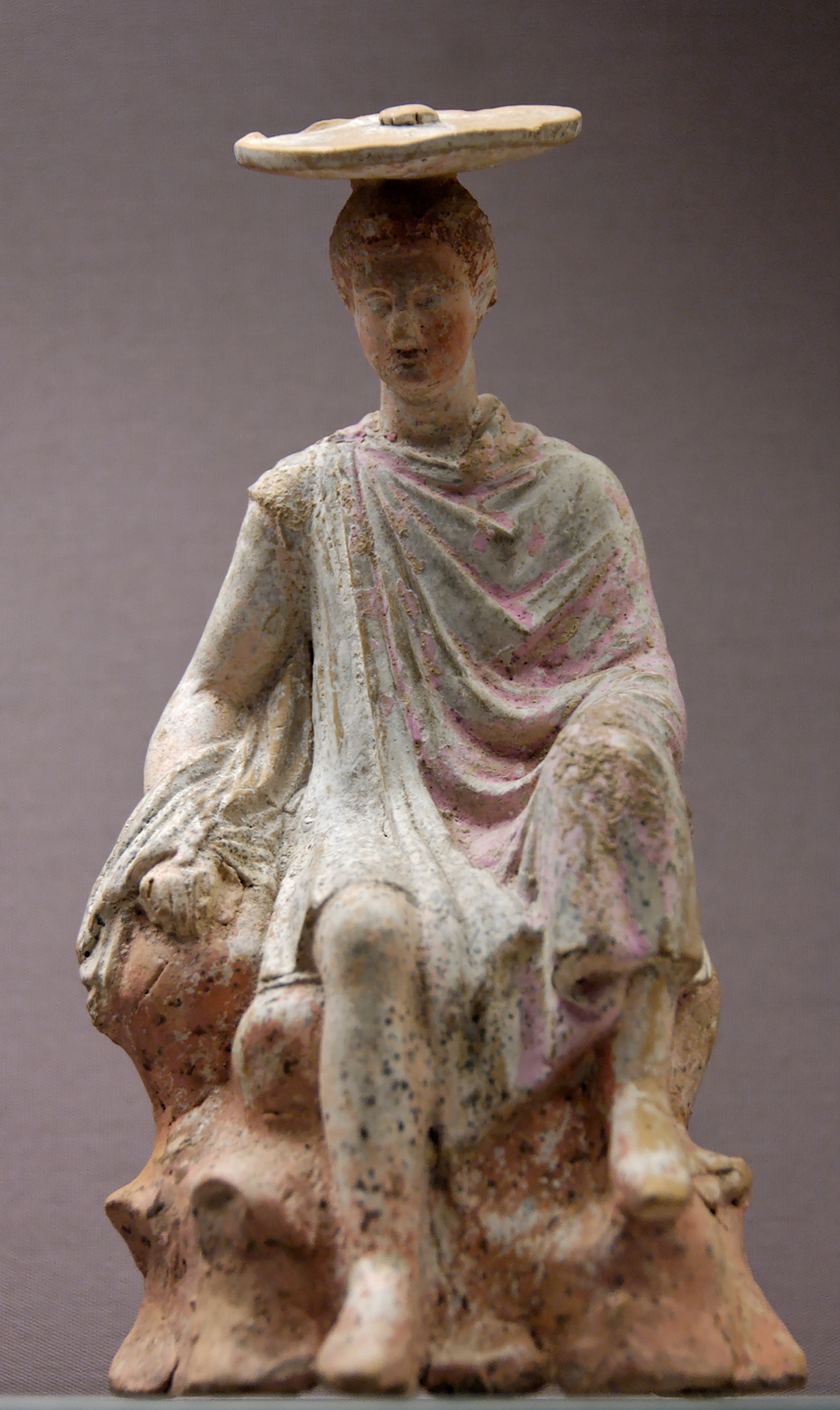
«Молодой человек, сидящий на камне». Беотия. Ок. 300 г. до н. э. Британский музей, Лондон
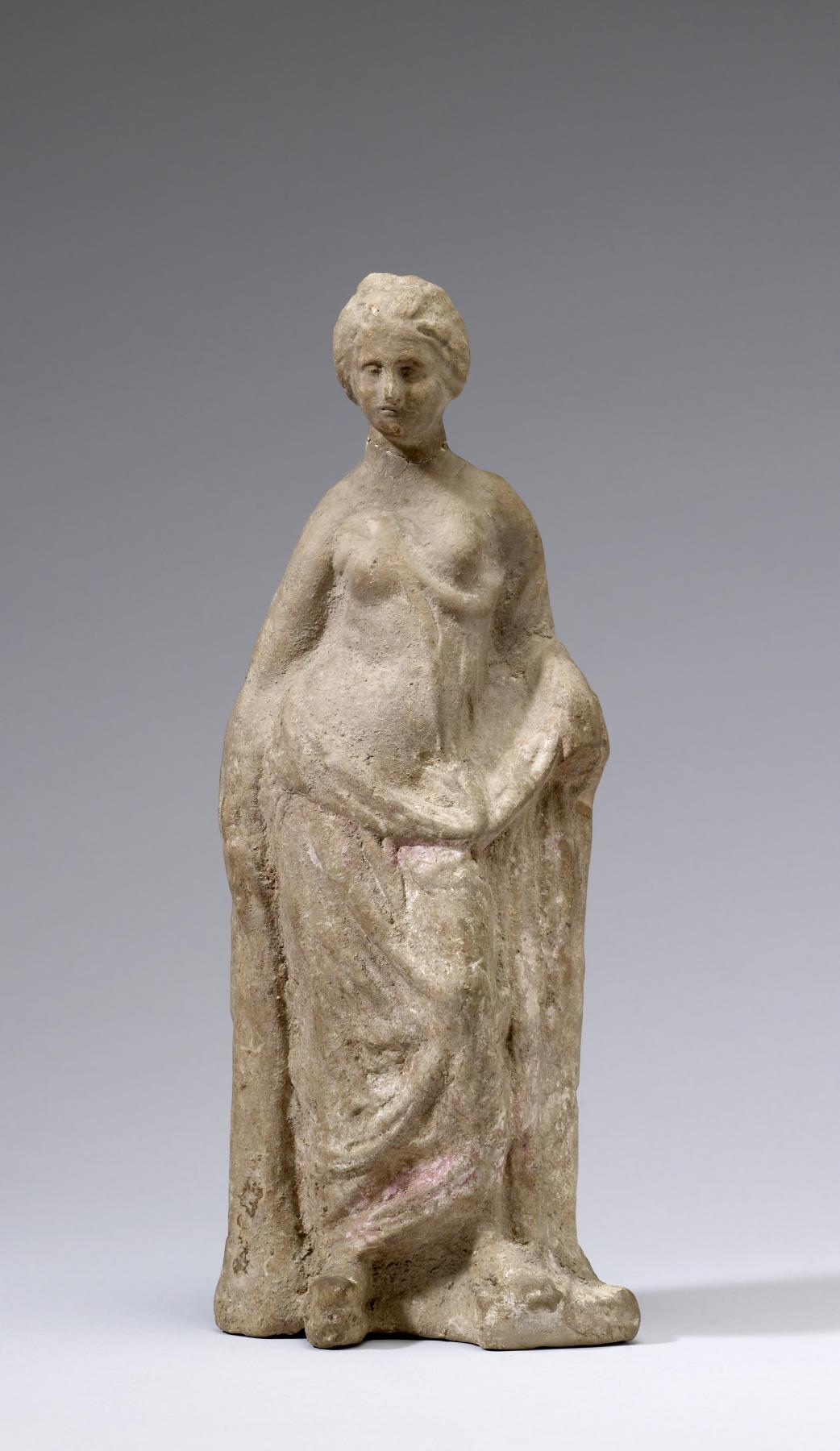
Женская фигурка. Художественный музей Уолтерса, Балтимор